# Bam’s Unholy Union
Trwa dyskusja nad usunięciem tego artykułu, kliknij i weź w niej udział.
Bam’s Unholy Union (pol. Narzeczona Bama) – program telewizyjny emitowany na kanale MTV. Program skupiał się na śledzeniu przygotowywań do ślubu Bama Margery i jego narzeczonej Missy Rothstein, który odbył się 8 marca 2007 roku. Program przede wszystkim kręcony był w West Chester, Pensylwania z wizytami w Delaware, Detroit, Las Vegas, Pittsburghu, Filadelfii, Nowym Jorku i Palm Springs. Oprócz Bama i Missy, w programie wystąpiło również kilku członków CKY Crew oraz rodzice Bama – April i Phil Margera. Jego wujek Don Vito nie pojawiał się regularnie z powodu obaw MTV o jego problemy prawne, wynikające z oskarżenia o napaść na tle seksualnym w Kolorado w sierpniu 2006 roku. Pojawił się jednak na ślubie Margery, był widziany w tle jednego ujęcia.
Program miał dziewięć odcinków. Bam wspominał, że MTV zaproponowało mu przystąpienie do drugiego sezonu, jednakże do tej pory nic więcej nie zostało na ten temat powiedziane.
Wydanie DVD – planowane na 12 czerwca – zostało opóźnione, zostało przeniesione na 22 października 2007 roku. Margera powiedział również, że DVD będzie również wydane w Australii. Ostatecznie DVD zostało wydane 4 września 2009 roku.

## Obsada
| Członek obsady    | Informacje |
| ----------------- | --- |
| Bam Margera       | Brandon Cole „Bam” Margera (ur. 28 września 1979 w West Chester, Pensylwania) – profesjonalny skater, twórca serii filmów kaskaderskich CKY, osobowość radiowa i telewizyjna, gwiazda programów Viva la Bam oraz Jackass, emitowanych przez MTV. |
| Missy Margera     | Melissa „Missy” Margera (nazwisko panieńskie Rothstein, ur. 3 czerwca 1980) – nowa narzeczona Bama Margery. Obydwoje pobrali się 3 lutego 2007 roku. Bam oświadczył się Missy w King of Prussia Mall.                                            |
| Brandon Novak     | Brandon Novak (ur. 10 grudnia 1978) – skater i najlepszy przyjaciel Bama Margery z Baltimore, Maryland. |
| Brandon DiCamillo | Brandon Ralph DiCamillo (ur. 15 listopada 1976 w West Chester, Pensylwania) – długoletni przyjaciel Bama Margery. Można go zobaczyć w pierwszym odcinku, jak wącha cebulę, aby doprowadzić się do płaczu.                                        |
| April Margera     | April Margera (ur. 28 marca 1956 w Glen Mills, Pensylwania) – matka Bama. |
| Phil Margera      | Phillip Ron Margera (ur. 13 lipca 1957 w Glenn Mills, Pensylwania) – ojciec Bama. |